# Comuna Buntești, Bihor
Buntești (maghiară Bontesd, germană Buntschest) este o comună în județul Bihor, Crișana, România, formată din satele Brădet, Buntești (reședința), Dumbrăvani, Ferice, Lelești, Poienii de Jos, Poienii de Sus, Săud și Stâncești.

## Obiective turistice
- Biserica de lemn din satul Brădet, construcție 1733, monument istoric
- Biserica de lemn din satul Dumbrăvani, construcție 1752, monument istoric
- Biserica de lemn din satul Stâncești, construcție 1724, monument istoric
- Centrul de ceramică neșlefuită de la Lelești
- Rezervația naturală "Ferice Plai și Hoanca" (0,10 ha.)
- Moara de apă de la Poienii de Sus
- Șuri poligonale (sec. XVII-XX), satul Ferice
- Moara de apă de la Săud
- Troița de lemn din satul Săud ridicată în memoria Eroilor căzuți în Primul război mondial

## Demografie
Componența etnică a comunei Buntești
     Români (95,21%)
     Alte etnii (0,12%)
     Necunoscută (4,67%)
Componența confesională a comunei Buntești
     Ortodocși (79,49%)
     Penticostali (14,55%)
     Alte religii (0,98%)
     Necunoscută (4,99%)
Conform recensământului efectuat în 2021, populația comunei Buntești se ridică la 4.090 de locuitori, în scădere față de recensământul anterior din 2011, când fuseseră înregistrați 4.253 de locuitori. Majoritatea locuitorilor sunt români (95,21%), iar pentru 4,67% nu se cunoaște apartenența etnică. Din punct de vedere confesional, majoritatea locuitorilor sunt ortodocși (79,49%), cu o minoritate de penticostali (14,55%), iar pentru 4,99% nu se cunoaște apartenența confesională.

## Politică și administrație
Comuna Buntești este administrată de un primar și un consiliu local compus din 13 consilieri. Primarul, Sorin-Mihai Degău[*], de la Partidul Național Liberal, este în funcție din 2000. Începând cu alegerile locale din 2024, consiliul local are următoarea componență pe partide politice:
|  | Partid                          | Consilieri | Componența Consiliului | Componența Consiliului | Componența Consiliului | Componența Consiliului | Componența Consiliului | Componența Consiliului |
|  | ------------------------------- | ---------- | ---------------------- | ---------------------- | ---------------------- | ---------------------- | ---------------------- | ---------------------- |
|  | Partidul Național Liberal       | 6          |                        |                        |                        |                        |                        |                        |
|  | Partidul Social Democrat        | 3          |                        |                        |                        |                        |                        |                        |
|  | Uniunea Salvați România         | 2          |                        |                        |                        |                        |                        |                        |
|  | Alianța pentru Unirea Românilor | 2          |                        |                        |                        |                        |                        |                        |

## Personalități născute aici
- Viorel Faur (n. 1941), politician, senator de Bihor.